# Segundo romance
Albums de Luis Miguel
Romantico desde siempre
(1994) El concierto
(1995)
Singles
Segundo Romance (français : Deuxième romance) est le dixième album studio du chanteur mexicain Luis Miguel, sorti le 30 août 1994 chez WEA Latina. Comme l'album Romance de Miguel de 1991, Segundo Romance comprend des reprises de boléros (ballades latines) écrites entre 1934 et 1993. Il a été produit par Miguel avec Juan Carlos Calderón, Kiko Cibrian et Armando Manzanero et enregistré début 1994 à la Record Plant de Los Angeles.
Miguel a assuré la promotion de l'album en effectuant des tournées aux États-Unis et en Amérique latine d'août à décembre 1994. Quatre singles sont sortis : « El día que me quieras », « La Media Vuelta », « Todo y Nada » et « Delirio ». Les deux premiers ont atteint le sommet du palmarès Billboard Hot Latin Songs aux États-Unis.
Segundo Romance a reçu des appréciations positives de la part des critiques musicaux, qui ont loué sa production, la voix de Miguel et le choix des chansons. Il a remporté plusieurs prix, dont le Grammy Award de la meilleure performance de pop latine. En 1995, l'album s'était vendu à plus de quatre millions d'exemplaires et avait atteint le statut de multi-platine dans de nombreux pays d'Amérique latine et en Espagne, et était certifié platine aux États-Unis. Comme son prédécesseur, l'album a contribué à renouveler l'intérêt du grand public pour la musique boléro.

## Contexte et enregistrement
En 1991, Miguel a sorti son huitième album studio, Romance, une collection de boléros classiques. L'album a connu du succès en Amérique latine et s'est vendu à plus de sept millions d'exemplaires dans le monde entier,. Il a ravivé l'intérêt pour le genre des boléros et a été le premier disque d'un artiste hispanophone à être certifié or au Brésil, à Taïwan et aux États-Unis. Malgré son succès, Miguel n'a pas immédiatement sorti un autre album de boléros comme album de suivi. Il a plutôt enregistré Aries (1993), un album comprenant des ballades pop originales et des chansons de danse avec des influences R&B. Quatre mois après la sortie de Aries, il confirme qu'il commencera à enregistrer une autre collection de boléros classiques en mars 1994, avec le titre de travail Romance II,.
L'auteur-compositeur-interprète mexicain Armando Manzanero a participé à la production de Segundo Romance, comme il l'avait fait pour Romance. L'album comporte des reprises de trois compositions de Manzanero : « Somo Novios », « Cómo Yo Te Amé » et « Yo Sé Que Volverás ».
Segundo Romance a été enregistré au studio Record Plant de Los Angeles, choisi pour ses installations d'enregistrement de pointe. Le titre a été annoncé en juin 1994. Miguel a coproduit l'album avec Armando Manzanero (également producteur de Romance), Juan Carlos Calderón (qui a produit les albums de Miguel avant Romance) et Kiko Cibrian (qui a coproduit Aries),. Manzanero a aidé aux arrangements et à la sélection des chansons, Calderón a participé à la section des cordes et Cibrian à la direction musicale.
La chanson « Lo Mejor de Mí », composée par Rudy Pérez, a été envisagée pour figurer sur l'album, mais Miguel a décidé de ne pas l'enregistrer car il a estimé que la chanson fonctionnerait mieux comme ballade pour son prochain album, plutôt que comme boléro.
L'album comprend onze reprises de boléros classiques, la plus ancienne datant de 1934. Les arrangements comprennent des cordes, des solos de saxophone et un piano. Parmi les autres styles, on trouve des reprises du tango « El Día Que Me Quieras » de Carlos Gardel et Alfredo Le Pera, qui utilise un bandonéon, et le ranchera-bolero « La Media Vuelta » de José Alfredo Jiménez, qui comporte des cors, des cordes et des guitares espagnoles,.

## Singles
« El Día Que Me Quieras » est sorti en tant que premier single de l'album le 5 août 1994. Il a atteint la première place du Billboard Hot Latin Songs aux États-Unis pendant la semaine du 17 septembre 1994, et y est resté pendant cinq semaines,. Son clip vidéo a été réalisé par Kiko Guerrero et filmé au Palacio de Bellas Artes à Mexico avec Miguel et un orchestre de 36 musiciens,. « La Media Vuelta », le deuxième single, est sorti en novembre 1994 et a atteint la première place du hit-parade des Hot Latin Songs pendant la semaine du 26 novembre,, où il est resté trois semaines. Son clip, réalisé par Pedro Torres et filmé en noir et blanc, montre Miguel se remémorant dans un bar une femme qui l'a trompé,. Le troisième single, « Todo y Nada », a atteint la troisième place des Hot Latin Songs et la première place du Billboard Latin Pop Airplay,. Il a été le thème principal de la telenovela mexicaine « Imperio de cristal » (1994). Le quatrième single, « Delirio », a atteint la 16e place du classement des Hot Latin Songs ; son clip a été tourné au Brésil,.

## Promotion
Pour promouvoir l'album, Miguel a commencé sa tournée Segundo Romance en août 1994 avec seize spectacles à l'Auditorium national de Mexico, qui ont attiré plus de 155 000 personnes. Miguel s'est produit dans tout le Mexique, aux États-Unis, au Pérou et en Argentine jusqu'au 31 décembre 1994, date à laquelle la tournée s'est terminée à Acapulco. La première partie de la setlist de Miguel comprenait des chansons pop et des ballades contemporaines ; pendant la deuxième partie, il a chanté des boléros de Segundo Romance et des chansons de ranchera, avant de terminer avec « Será Que No Me Amas », la version en espagnol de « Blame It on the Boogie » des Jackson 5.
En octobre 1995, Warner Music a publié l'album et la vidéo live « El Concierto », une compilation des prestations de Miguel à l'Auditorium national de Mexico et de son concert au stade José Amalfitani de Buenos Aires. Stephen Thomas Erlewine d'AllMusic a fait l'éloge de sa production et de la performance de Miguel.

## Accueil et récompenses
Le critique d'AllMusic, Jose F. Promis, a attribué quatre étoiles et demie sur cinq à Segundo Romance, le qualifiant de « collection de premier ordre de standards latino-américains intemporels » et a fait l'éloge de la voix de Miguel et de la production. Selon Promis, l'album « a permis à Miguel de s'établir encore davantage comme un baladin de premier ordre et a renforcé son immense popularité internationale, non seulement auprès des jeunes, mais aussi auprès d'un marché plus âgé et plus sophistiqué »". Enrique Lopetegui du Los Angeles Times a attribué trois étoiles sur quatre à l'album, affirmant qu'il contenait « des versions actualisées et bien produites de chansons classiques de boléro et de tango romantiques ». Dans le magazine Americas, Mark Holston a décrit l'album comme un « superbe rappel », citant « El Día Que Me Quieras » et « Historia de un Amor » comme des « chansons mémorables ». Bien que le critique Paul Verna, du Billboard, ait écrit qu'il y avait « peu de surprises », il a fait l'éloge de Miguel pour son « interprétation délicieuse et sophistiquée interprétation de Nosotros et Delirio ». Mario Tarradell, du Miami Herald, a été moins satisfait de l'album, écrivant qu'il est « pâle par rapport à l'original ». Tarradell a critiqué le fait que la voix de Miguel soit « en pilote automatique » par rapport à ses « teintes riches et sophistiquées » sur Romance et a qualifié la production du chanteur de « mauvaise idée ».
En Argentine, Miguel a reçu le prix de l'Asociación de Cronistas del Espectáculo pour son album de ballades latines par un artiste solo masculin en 1994. Lors des Grammy Awards de 1995, Segundo Romance a remporté le prix de la meilleure performance de pop latine malgré la concurrence de Cristian Castro, Juan Gabriel, La Mafia et Plácido Domingo, ce dernier étant le favori de John Lannert de Billboard pour son album « De Mi Alma Latina. Lors de la septième édition des prix Lo Nuestro cette année-là, Miguel a remporté le prix de l'artiste masculin pop de l'année, celui de l'album pop de l'année et celui de la vidéo de l'année pour La Media Vuelta ; El Día Que Me Quieras a été nommé pour la chanson pop de l'année. Segundo Romance a remporté le prix de l'album pop de l'année par un artiste masculin aux Prix Billboard de musique latine de 1995, et a été nommé meilleur album de l'année par l'Asociación de Cronistas del Espectáculo de Nueva York. Miguel a été l'artiste latin le plus vendu de l'année aux World Music Awards de 1995.

## Ventes
Segundo Romance est sorti le 30 août 1994. En deux jours, l'album s'est vendu à plus d'un million d'exemplaires dans le monde entier. Aux États-Unis, il est arrivé à la 29e place du Billboard 200 la semaine du 10 septembre 1994, le meilleur début au hit-parade de l'époque pour un album en langue espagnole. Cette semaine-là, l'album a également fait ses débuts à la septième place du Billboard Top Latin Albums ; il a atteint la première place une semaine plus tard, remplaçant Amor Prohibido de Selena. Il a passé un total de 29 semaines non consécutives en tête du classement et a été le deuxième album latin le plus vendu de l'année, derrière Mi Tierra de Gloria Estefan,. L'album a été en tête du classement Billboard Latin Pop Albums (en) pendant 30 semaines, et a été l'album latin pop le plus vendu de l'année aux États-Unis,. Selon Nielsen SoundScan, le disque s'est vendu à 603 000 exemplaires aux États-Unis, ce qui en fait le 21e album latin le plus vendu du pays. Segundo Romance a été certifié platine pour avoir vendu un million d'exemplaires, faisant de Miguel le premier artiste latin à avoir deux albums certifiés platine aux États-Unis, après Romance,.
L'album a également connu un succès dans les pays hispanophones. Il a été certifié quintuple platine au Mexique, triple platine au Paraguay et en Uruguay ainsi qu'en Amérique centrale ; double platine en Bolivie, en Colombie, au Pérou, en Espagne et au Venezuela, et platine en Équateur,. Au Brésil, il a été certifié or pour des ventes de 50 000 exemplaires. L'album a atteint la première place du classement des albums chiliens, et a été certifié diamant pour avoir vendu 250 000 exemplaires,. En Argentine, il a été certifié 11× platine et a ensuite reçu un prix diamant pour des ventes de 500 000 exemplaires,. En 1995, Segundo Romance s'était vendu à plus de quatre millions d'exemplaires dans le monde.

## Legs
Comme son prédécesseur, Segundo Romance a contribué à raviver l'intérêt pour la musique boléro. Mark Holston a écrit que l'album « prouve une fois de plus que le boléro est de retour, son cœur battant plus fort que jamais, son âme vivant avec une passion tropicale, une musique pour tous les temps et toutes les époques ». Selon Enrique Lopetegui du Los Angeles Times, les deux albums « ont créé un renouveau pour le boléro - les messages romantiques d'amour non partagé, à l'ancienne, à base de cordes, ont été adoptés même par les jeunes auditeurs ». Ed Morales a écrit dans son livre The Latin Beat : The Rhythms and Roots of Latin Music from Bossa Nova to Salsa and Beyond : « Au-delà du simple renouveau de la Romance et de sa suite de 1994, le Segundo Romance a été une mise à jour significative du genre ». Le rédacteur en chef du Chicago Tribune, Achy Obejas, a noté que les albums « ont été vendus dans des endroits aussi improbables que l'Arabie Saoudite et la Finlande ». Segundo Romance a été suivi par deux autres albums de boléro : « Romances » (1997) et « Mis Romances » (2001),. En 1998, Romance, Segundo Romance et Romances ont été compilés sur Todos los romances, publié par WEA Latina.

## Liste des pistes
Tous les titres sont produits par Miguel, Manzanero, Calderón et Cibrian.
| No  | Titre                 | Auteur                               | Durée |
| --- | --------------------- | ------------------------------------ | ----- |
| 1.  | El día que me quieras | Carlos Gardel, Alfredo Le Pera       | 3:58  |
| 2.  | Sin ti                | Pepe Guízar                          | 3:00  |
| 3.  | Somos novios          | Armando Manzanero                    | 3:10  |
| 4.  | La media vuelta       | José Alfredo Jiménez                 | 2:42  |
| 5.  | Solamente una vez     | Agustín Lara                         | 2:58  |
| 6.  | Todo y nada           | Vicente Garrido                      | 3:35  |
| 7.  | Historia de un amor   | Carlos E Almarán                     | 3:55  |
| 8.  | Cómo yo te amé        | Armando Manzanero                    | 3:30  |
| 9.  | Nosotros              | Pedro Junco                          | 4:00  |
| 10. | Yo sé que volverás    | Armando Manzanero, Luis Pérez Sabido | 3:35  |
| 11. | Delirio               | César Portillo de la Luz             | 4:34  |

## Crédits
Les informations suivantes proviennent d'AllMusic et de la pochette CD de Segundo Romance,.

### Crédits techniques
- Craig Brock – assistant ingénieur et mixage
- Juan Carlos Calderón – coproducteur
- Alfredo Gatica – direction et coordination artistique
- Bernie Grundman – mastering
- Brandon Harris – ingénieur, assistant ingénieu
- Armando Manzanero – coproducteur
- Brian Pollack – ingénieur, assistant ingénieur
- Jose L. Quintana – coordination de production
- Rick Raponi – ingénieur, assistant ingénieur
- Robbes Stieglitz – ingénieur, assistant ingénieur
- Phil Smith – assistant ingénieur
- Carlos Somonte – photographie
- Paul McKenna – ingénieur, mixage

## Classements

### Hebdomadaires
| Hitparade (1994)                      | Meilleur classement | Réf.   |
| ------------------------------------- | ------------------- | ------ |
| Chile (IFPI)                          | 1                   | [ 54 ] |
| États-Unis Billboard 200              | 29                  | [ 65 ] |
| États-Unis Billboard Top Latin Albums | 1                   | [ 66 ] |
| États-Unis Billboard Latin Pop Albums | 1                   | [ 67 ] |

### Annuels
| Hitparade (1994)                        | Classement | Réf.   |
| --------------------------------------- | ---------- | ------ |
| États-Unis Top Latin Albums (Billboard) | 2          | [ 48 ] |
| États-Unis Latin Pop Albums (Billboard  | 1          | [ 48 ] |